# Drosophila takahashii (artundergrupp)
Drosophila takahashii är en artundergrupp som innehåller 15 arter. Artundergruppen ingår i släktet Drosophila, undersläktet Sophophora och artgruppen Drosophila melanogaster.
Likt de andra artundergrupperna inom artgruppen Drosophila melanogaster är artundergruppen Drosophila takahashii monofyletisk. Artundergruppen är närmast släkt med artundergrupperna Drosophila suzukii och Drosophila melanogaster.

## Lista över arter i artundergruppen
- Drosophila gapudi
- Drosophila giriensis
- Drosophila jagri
- Drosophila liui
- Drosophila lutescens
- Drosophila nepalensis
- Drosophila paralutea
- Drosophila prostipennis
- Drosophila pseudotakahashii
- Drosophila pyo
- Drosophila retnasabapathyi
- Drosophila sargakhetensis
- Drosophila takahashii
- Drosophila tanorum
- Drosophila trilutea